# 毛利匡広
毛利 匡広（もうり まさひろ）は、江戸時代前期から中期にかけての大名。長門国長府藩6代藩主。
清末藩初代藩主・毛利元知の次男。母は小笠原氏（真光院）。初めは長門清末藩2代藩主で、この時の名乗りは毛利 元平（もうり もとひら）。

## 生涯

### 清末藩主
延宝3年（1675年）11月11日、長門清末藩初代藩主・毛利元知の次男として、長門国豊浦郡清末で生まれる。
天和3年（1683年）閏5月14日に父・元知が死去したためその跡を継いだ。清末藩主時代の名乗りは元平（もとひら）である。

### 長府藩主
享保3年（1718年）4月15日、萩藩主・毛利吉元の要請により長府藩を再興し、旧長府藩領のうち3万8千石を分地された。吉元は、元平の従兄にあたる綱元の子で、長府毛利家から宗家（萩藩主）を継いでいた。このため、吉元は長男の元朝に綱元の跡目を、三男の元陳に自身の跡目を継がせることとしていた。しかし元陳が早世したため、吉元は長府藩主となっていた元朝を新たな嗣子として自身の許に戻し、代わりに吉元の弟・元矩が長府藩主となっていた。その元矩も早世したため、危うく断絶しかけたところで、血縁的に近い元平に白羽の矢が立ったのである。
本家筋にあたる長府藩主家を継いだ元平は、諱を匡広と改めた。「匡」の字は祖先の大江匡衡や大江匡房の偏諱に由来し、この字を使用したのは、秀元流長府藩主家では吉元の2人の弟、毛利匡英（本多忠次）・匡以（まさもち）に続いて3人目、歴代藩主の中では初となる（以降、十男の匡敬（重就）やその子である匡満、匡芳も用いている）。
元平（匡広）が長府藩主家を継いだことにより、清末藩は一時的に廃藩となる（のち七男・政苗が再興）。また、長府藩の家格は無城に落とされるが、後年に旧来の5万石に復して家格も城主格とされた。
享保5年（1720年）5月に5万石となる。藩政では藩財政再建のために倹約令を出したが、享保の大飢饉で大被害を受けたため、一層倹約を厳しくせざるを得なくなった。さらに農業を奨励した。絵画に通じ、自画像を残している。
享保14年（1729年）9月19日、長府で死去した。享年55。菩提寺は黄檗宗の覚苑寺。五男の親就（師就）が跡を継いだ。

## 系譜
- 父：毛利元知（1631年 - 1683年）
- 母：真光院 - 小笠原氏
- 正室：幸（? - 1701年） - 放光院、毛利綱広の娘
  - 三女：益子（1700年 - 1762年） - 演暢院、毛利吉広の養女、有馬一準正室、毛利重広の母
- 側室：多喜氏
  - 長男：吉太郎（1695年 - 1696年）
  - 長女：菊子（1697年 - 1698年）
  - 次女：万世（1699年 - 1700年）
  - 次男：刑部（1701年 - 1705年）
  - 四女：欣子（1703年 - 1704年）
  - 三男：権三郎（1705年 - 1708年）
  - 四男：岩千代（1707年 - 1707年）
  - 六男：心蓮院（1711年 - 1711年）
- 側室：相子（? - 1722年） - 超俊院、下村氏
  - 五男：毛利師就（1706年 - 1735年）
  - 五女：遊子（1715年 - 1727年） - 慧照院、増山正武婚約者
  - 六女：左伊子（1717年 - 1717年）
- 側室：性善院（? - 1756年） - 飯田氏
  - 七男：毛利政苗（1718年 - 1781年）
  - 八男：毛利広定（1719年 - 1769年） - 毛利広信の養子
  - 九男：稲葉右近（1721年 - 1728年） - 稲葉正方の養子
  - 十男：毛利重就（1725年 - 1789年） - 毛利宗広の養子
  - 十一男：増山正贇（1727年 - 1776年） - 増山正武の養子
- 生母不明の子女
  - 女子：平野長喜養女 - 松平定蔵室